# Vachka
La rivière Vachka ou Vajka (en russe : Вашка ou Важка) est un cours d'eau de Russie et un affluent gauche du Mezen. Elle arrose la république des Komis et l'oblast d'Arkhangelsk, dans le nord de la Russie d'Europe.

## Géographie

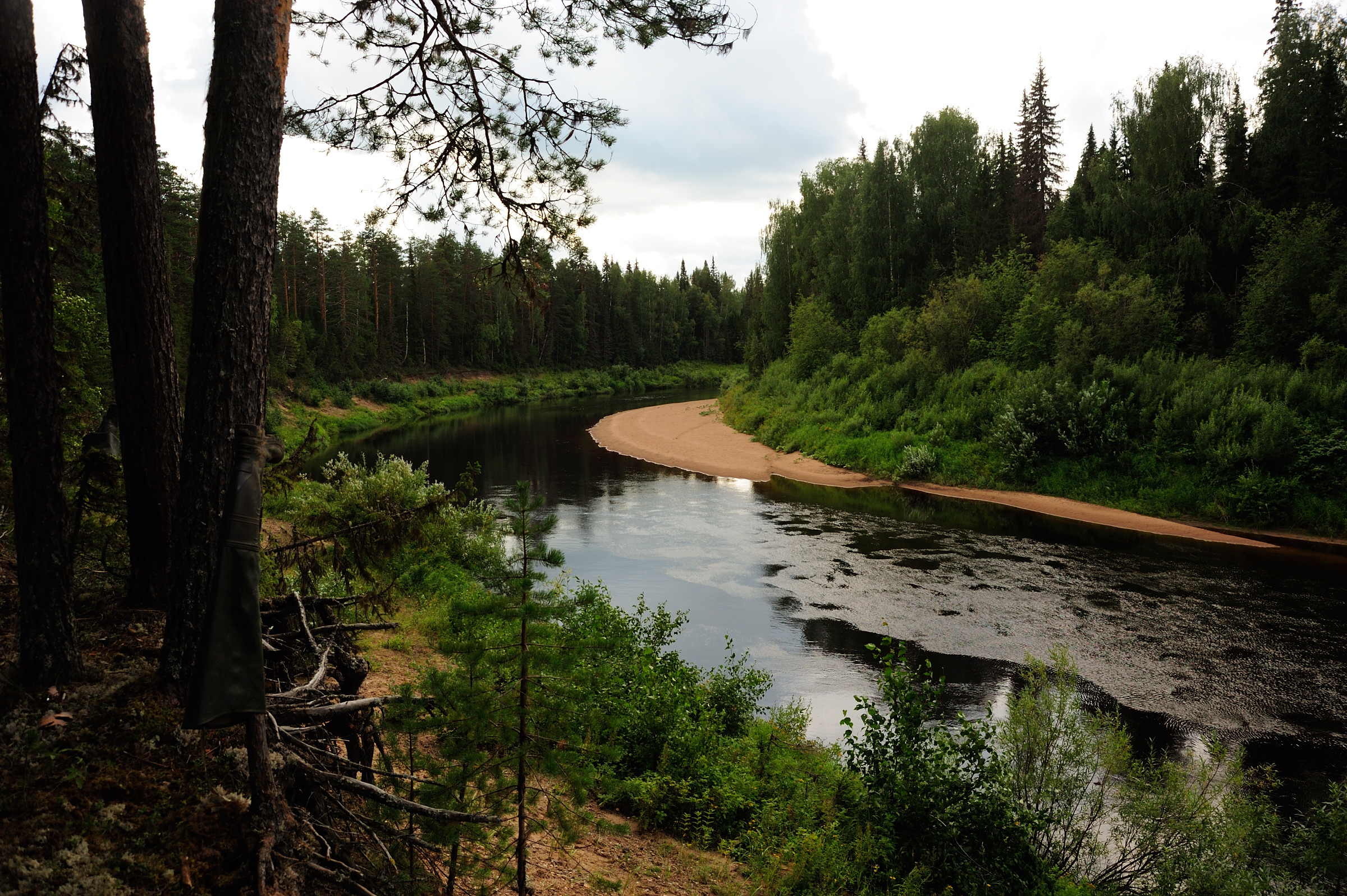

La Vachka est longue de 605 km et draine un bassin versant de 21 000 km2. Ce bassin héberge quelque 900 lacs.
Son cours se déroule globalement du sud-sud-est vers le nord-nord-ouest. Elle se jette dans le Mezen en rive gauche à Lechoukonskoïe.
La Vachka gèle de la fin octobre jusqu'à début mai.
Hormis cette période, elle est navigable sur plus de 300 kilomètres, depuis sa confluence jusqu'à la localité d'Oust-Vatcherga.

## Hydrométrie - Les débits à Rechtchelskoïe
Le régime de la Vachka est nivo-pluvial ; la plus grande partie de ses eaux provient de la fonte des neiges au printemps. Mais tout au long de l'été et de l'automne, son débit reste abondant sous l'effet des précipitations tombant régulièrement sous forme de pluie dans son bassin.
Son débit a été observé pendant 56 ans (au long de la période 1931-1988) à Rechtchelskoïe, localité située à quelque 50 kilomètres de la confluence avec le Mezen.
À Rechtchelskoïe, le débit annuel moyen ou module observé sur cette période était de 187 m3/s pour une surface de drainage de plus ou moins 19 000 km2, soit plus de 90 % de la totalité du bassin versant de la rivière. La lame d'eau d'écoulement annuel dans le bassin se montait de ce fait à 310 millimètres, ce qui peut être considéré comme assez élevé, et correspond aux valeurs observées pour l'ensemble des cours d'eau de la région.
Le débit moyen mensuel observé en mars (minimum d'étiage) est de 26,6 m3/s, soit seulement 3 % du débit moyen du mois de mai (871 m3/s), ce qui souligne l'amplitude très élevée des variations saisonnières. Sur la durée d'observation de 56 ans, le débit mensuel minimal a été de 9,3 m3/s en février 1932, tandis que le débit mensuel maximal s'élevait à 1 410 m3/s en mai 1949. Un débit mensuel inférieur à 10 m3/s est exceptionnel.